# 세불바
세불바(영어: Sebulba)는 포드 레이싱의 고수이며 아나킨의 라이벌이다. 그러나 포드에서 패배한다. 그 후로는 나오지 않았다.

## 같이 보기
- 스타워즈의 등장인물 목록